# チューパー県
チューパー県（チューパーけん、ベトナム語：Huyện Chư Păh?）は、ベトナム社会主義共和国ザライ省の県である。

## 行政区画
2市鎮13社から構成される。